# Strahlenschutzgesetz (Deutschland)
Das Strahlenschutzgesetz (StrlSchG) der Bundesrepublik Deutschland setzt die Richtlinie 2013/59/Euratom in nationales Recht um. Es regelt den Schutz des Menschen und – soweit es um den langfristigen Schutz der menschlichen Gesundheit geht – auch den Schutz der Umwelt vor der schädlichen Wirkung ionisierender Strahlung.
Mit dem Gesetz erhält das bundesdeutsche Strahlenschutzrecht, das bisher auf dem Atomgesetz und dem Strahlenschutzvorsorgegesetz basierte, eine eigenständige und einheitliche Grundlage. In der Folge werden Regelungen zusammengeführt, die bislang in der Strahlenschutzverordnung und der Röntgenverordnung enthalten waren. Zahlreiche Vorgaben werden aktualisiert und an den Stand des wissenschaftlichen Fortschritts angepasst.

## Die wichtigsten Neuerungen (Kurzfassung)
| Paragraph | Inhalt |
| --------- | --- |
| § 14      | MPE wird Pflicht in der Röntgendiagnostik bei Untersuchungen mit erheblichen Expositionen (s. auch § 131 (2) StrSchV) |
| § 14      | Regelmäßige und enge Einbindung des Teleradiologen; Befristung der Genehmigung auf 5 Jahre                            |
| § 19      | Anzeigefrist für Röntgengeräte 4 Wochen (vorher 2 Wochen)                                                             |
| § 70      | Kündigung des SSB ist nach Abberufung innerhalb eines Jahres unzulässig (Kündigungsschutz)                            |
| § 71      | Der SSB kann Mängel unter Umständen vorbei am SSV direkt an die Behörde melden                                        |
| § 78      | Grenzwert der Augenlinsendosis auf 20 mSv/a reduziert (vorher 150 mSv/a)                                              |
| § 85      | Dokumentation und Begründung bei Überschreitung der DRW                                                               |
| § 90      | Meldung von Vorkommnissen an die Behörde (s. auch § 108 StrSchV)                                                      |
| § 167     | Beruflich Strahlenexponierte erhalten eine persönliche Kennnummer (SSR-Nummer, s. § 170 StrSchG)                      |
| § 180     | Aufsichtsprogramm der Behörde mit Vor-Ort-Prüfungen je nach Risiko                                                    |